# 衍芬草堂
衍芬草堂位于中国浙江省嘉兴海宁市硖石街道河东路66号、茅桥东南侧，坐东朝西，前临市河，为清代蒋氏家族藏书楼，也是清末浙江规模较大、藏书较丰富的藏书楼之一，其藏书自始祖蒋开基起，经其子蒋星纬、蒋星华，大集于蒋光焴，最盛时藏书达数十万卷，含宋、元、明刊善本、珍本上万卷，均钤“盐官蒋氏衍芬草堂三世藏书印”。1952年初蒋光焴六世孙蒋鹏骞将藏书悉数捐献国家，现宋元版藏于北京图书馆，明版存于浙江省图书馆，清版收入上海图书馆。
该建筑建于清乾隆时，初为典当，分南北两路，均为三开间，其间以高墙分隔，中有弄堂贯通，各进之间也以高墙阻隔。其中南路依次为临街店面、宝彝堂（与临街店面均于1978年开掘市河时拆除）、衍芬草堂、颐志居和北苑夏山楼（因藏有宋代董源《夏山图》而得名，1999年旧城改造时拆除），北路依次为临街店面、五砚斋（因藏有宋代梵隆写经砚、明陈洪绶画梅砚等五砚而得名，与临街店面均于1978年开掘市河时拆除）、思不群斋、双峰石室和厨房柴间，南侧为附房。衍芬草堂和思不群斋楼上为主要藏书处，前者藏宋、元名刻，后者藏明刊本、抄本及诸善本。2001年修缮后对外开放，现内部布置有《蒋氏藏书沿革》、《鱼米之乡、丝绸之府》和《海宁皮影戏》等专题陈列。